# Marasmius funalis
A Marasmius funalis é uma espécie de fungo da família Marasmiaceae conhecida apenas no Japão. A espécie produz pequenos cogumelos com píleos marrom-avermelhados de até 6 mm de diâmetro e estipes marrom-escuros, semelhantes a fios, de até 50 mm de comprimento. A espécie tem várias características microscópicas distintas, incluindo cistídios muito longos no estipe visíveis como cerdas. Descrita em 2002 por Haruki Takahashi, a espécie cresce em madeira morta. A parente mais próxima da M. funalis é a M. liquidambari, conhecida no México e em Papua Nova Guiné, e também é semelhante em aparência à M. hudonii e à Setulipes funaliformis, tendo a última sido nomeada em homenagem à M. funalis.

## Taxonomia
A espécie Marasmius funalis foi descrita e nomeada pela primeira vez em um artigo de 2002 na Mycoscience por Haruki Takahashi, com base em espécimes coletados em 2000. O epíteto específico funalis significa "semelhante a uma corda" em latim e faz referência à forma e às caraterísticas do estipe. Dentro do gênero Marasmius, a espécie tem características que sugerem que ela pertence à seção Androsacei e, dentro da seção, parece estar mais intimamente relacionada a M. liquidambari. O nome comum japonês para a espécie é Kenawatake (毛縄茸).

## Descrição
O píleo é convexo com diâmetro entre 2 e 6 mm. Ao contrário dos píleos de outros cogumelos, ele não muda de forma para um convexo mais plano com o tempo. O píleo é bastante liso, mas pode ter sulcos pequenos e paralelos na borda, dispostos radialmente. A cor difere ligeiramente, dependendo da idade do cogumelo. Enquanto os espécimes mais jovens apresentam píleos marrom-avermelhados, eles são marrons mais claros nos cogumelos mais velhos. A superfície do píleo é seca e opaca, sem pelos. O estipe filiforme se prende centralmente ao píleo e mede de 20 a 50 mm de comprimento por 0,2 a 0,5 mm de espessura. É cilíndrico, mas pode se afunilar ligeiramente, e é coberto por pelos curtos e brancos. A base do estipe entra no substrato e não há rizomorfos visíveis. A maior parte do estipe é marrom-escuro, mas é marrom-claro na parte superior.
As lamelas brancas podem ser adnatas ou anexas, ou seja, podem estar presas ao estipe por toda a sua profundidade ou apenas parte dela. As lamelas individuais são espaçadas distantemente, com 8 a 12 atingindo o estipe. Cada lamela tem até 0,5 mm de espessura e as bordas são uniformes. As vezes, há lamélulas (lamelas curtas que não alcançam o píleo). Há uma camada fina, de até 0,3 mm de espessura, de carne esbranquiçada no píleo; ela é dura, mas pode ser dobrada sem quebrar. A carne não tem cheiro nem sabor.

### Características microscópicas
A esporada é branca. Os esporos individuais são elipsoidais e medem de 6,5 a 8 por 4 a 5 μm. Eles têm paredes celulares finas, são lisos e incolores. Os esporos são não amiloides [en], o que significa que não se coram quando entram em contato com o iodo do reagente de Melzer ou da solução de Lugol. Os esporos são gerados em basídios em forma de taco, medindo de 20 a 25 por 4,5 a 7 μm, com dois esporos por basídio. Há também basidiolos (basídios subdesenvolvidos) em forma de taco.
A borda da lamela é estéril, composta por uma massa de cistídios (queilocistídios). Os queilocistídios em forma de taco medem de 10 a 25 por 7 a 12 μm e apresentam vários apêndices cilíndricos em suas pontas, medindo de 1 a 7 por 1 a 1,5 μm. Os queilocistídios são incolores, com paredes celulares de espessura variável e são não amiloides. Não há pleurocistídios (cistídios na face das lamelas). Os caulecistídios (cistídios no estipe) medem de 60 a 200 por 4 a 7 μm. Eles são cilíndricos e eretos, formando as cerdas visíveis. A ponta é pontiaguda ou arredondada, e as paredes celulares são lisas e incolores, com até 2 μm de espessura. Elas são dextrinoides, o que significa que ficam com uma coloração marrom-avermelhada quando entram em contato com o iodo do reagente de Melzer ou da solução de Lugol.
A pileipellis, a camada superior de hifas na píleo, é uma cutis. A cutis é composta de hifas cilíndricas com espessura entre 2 e 5 μm. As hifas não amiloides e de paredes finas são cobertas por grânulos marrons. A carne no píleo é composta de hifas cilíndricas de 4 a 7 μm de largura com paredes celulares finas. Todas elas são hifas geradoras e correm paralelamente umas às outras. Elas podem ser não amiloides ou apenas fracamente dextrinoides. A carne nas lamelas é basicamente a mesma que a carne no píleo, exceto pelo fato de ser completamente não amiloide. As hifas da estipitepellis, a camada mais externa do estipe, também formam uma cutis. As hifas cilíndricas que compõem a cutis correm paralelas umas às outras e medem de 2,5 a 4,5 μm de largura, com paredes de até 1 μm de espessura. Elas são incrustadas com um pigmento marrom e são dextrinoides. A carne do estipe é composta de hifas que correm longitudinalmente (ou seja, para cima e para baixo do estipe). As células têm de 5 a 8 μm de largura, são lisas e incolores; as paredes celulares têm até 1 μm de espessura. Elas são dextrinoides. Nenhuma hifa de M. funalis têm fíbulas.

### Espécies semelhantes
A Marasmius funalis difere da sua parente mais próxima, a M. liquidambari, devido à presença de queilocistídios, à falta de fíbulas e ao fato de que os caulecistídios da M. liquidambari não formam cerdas; em vez disso, eles têm formato de taco a cilíndrico. A espécie é conhecida do México e de Papua Nova Guiné. A M. hudonii, conhecida na Europa, é semelhante em aparência à M. funalis. No entanto, a primeira tem um píleo coberto de pelos ou cerdas, e difere microscopicamente, por exemplo, as hifas apresentam fíbulas. A espécie de Madagascar Setulipes funaliformis recebeu o nome por causa da M. funalis, devido às semelhanças morfológicas entre as duas. As espécies podem ser diferenciadas pelo fato de que os esporos de S. funalformis são ligeiramente maiores e mais estreitos, medindo de 7 a 10 por 3,5 a 4,5 μm, e os caulecistídios de M. funalis são significativamente mais longos.

## Habitat e distribuição
O cogumelo Marasmius funalis é conhecido apenas de Kawasaki, Kanagawa e Machida, Tóquio, Japão. Os cogumelos crescem em grupos em matéria vegetal morta e foram registrados em madeira de cedro japonês (Cryptomeria japonica) e em folhas de madeira em bosques compostos principalmente por Carpinus tschonoskii e Quercus myrsinifolia. Os cogumelos podem ser encontrados de maio a julho.

### Literatura citada
- «Marasmius funalis Har. Takah., Mycoscience 43(4): 344 (2002)». Index Fungorum. CAB International. Consultado em 11 de janeiro de 2025
- «Marasmius funalis Har. Takah. 2002». MycoBank. International Mycological Association. Consultado em 11 de janeiro de 2025
- Antonína, Vladimír; Buyck, Bart (2007). «The genus Setulipes (Marasmiaceae) in Madagascar and the Mascarenes, including a key to other African taxa». Mycological Research. 111 (8): 919–925. PMID 17716886. doi:10.1016/j.mycres.2007.06.002
- Takahashi, Haruki (2002). «Four new species of Crinipellis and Marasmius in eastern Honshu, Japan». Mycoscience. 43 (4): 343–350. doi:10.1007/s102670200050

## Links externos
- Marasmius funalis em Index Fungorum